# Francis Drake
Sir Francis Drake (Crowndale, oko 1540. – Portobello, Panama, 28. siječnja 1596.), engleski gusar, admiral i istraživač. 

## Životopis
Engleski moreplovac i istraživač admiral Sir Francis Drake kreće 15. studenog 1577. galijunom Golden Hind (eng. Zlatna košuta) na putovanje oko svijeta i postaje prvim Englezom koji ga je oplovio, čime je ostvarena druga plovidba oko svijeta. Nastojeći pronaći prolaz iz Tihoga oceana u Atlantik, dopro je duž zapadne obale Sjeverne Amerike sve do Kalifornije, da bi u srpnju 1579. zaplovio prema zapadu do Moluka, preplovio Indijski ocean a obišavši Rt Dobre Nade, vratio se 26. rujna 1580. natrag u Plymouth sa španjolskim blagom vrijednim 500 000 funti. Za taj čin kraljica ga je proglasila vitezom.
Sir Francis Drake najpoznatiji je od trojice znamenitih gusara elizabetanskog doba, uz Hawkinsa i Frobishera, koji su na svoju ruku ili s kraljičinim nalogom ugrožavali španjolski pomorski promet na putu od Zapadne Indije do Cadiza, plijenili brodove, pljačkali španjolska naselja u Zapadnoj Indiji, te svojim podvizima i odvažnošću položili temelje engleskoj pomorskoj moći. Godine 1586. prenio je krumpir iz Amerike u Europu. Umro je tijekom još jednog pljačkaškog pohoda protiv Španjolaca. Njegovo tijelo je u olovnom lijesu položeno na dno Karipskog mora.

### Podvizi
Dne 7. veljače 1579. godine, Drake je ploveći uzduž obale onoga što bi danas bio Čile, stigao do luke Arica, gdje su Španjolci pretovarivali srebro s ljama i mula na brodove. Lako je zauzeo slabo branjeni grad, u koji nikada prije nije uplovio engleski brod, te je bio potpuno nepripremljen za napad od ikoga. Drake je konfiscirao nešto srebrnih poluga i jedan kovčeg osmerokutih srebrnjaka, a onda se dao u potjeru za brodom koji je prevozio blago i koji je već otplovio sjeverno prema Limi i Panami. Uskoro je na spavanju ulovio nesumnjajuću posadu Nuestre Senore de la Concepcion, bolje poznatu pod nadimkom Cacafuego (govnasta vatra). U najvećem činu gusarstva do tada poznatom, Drake je s tog broda zgrabio golemu količinu plijena, čija se vrijednost izražavala u milijunima dolara, premda nepoznatog iznosa. Po prikazu kojeg je ostavio Francis Pretty, jedan od gospode koji je služio pod Drakeom, oni su ukrali trinaest punih sanduka nepatvorenih srebrnjaka, osamdeset funti zlata i dvadeset i šest tona srebra.
Ploveći uzduž obale, Drake se zaustavljao kako bi i dalje pljačkao različite španjolske naseobine današnjeg Čilea, Perua, Srednje Amerike i Meksika. Pretty spominje da su jednom prigodom naišli na Španjolca kako leži spavajući i kako je pored njega ležalo trinaest poluga srebra koje su procijenjene na 4 000 španjolskih dukata. Uzeli su srebro, a čovjeka ostavili. Premda je oponašao manire velikog džentlmena paradirajući svojim viteštvom i darežljivošću uz dramatične geste, poput darivanja izdašnih darova plemenitaškim zatvorenicima, Drake je nemilosrdno pljačkao i bogate i siromašne. Usredotočio se na katoličke crkve kao osobitom izvoru prihoda pod izgovorom da su katolici često proganjali protestante. Drakeovi su ljudi krali sve do čega su stigli, te su čak s raspela skidali i vadili plemenite kovine i smaragde. Ono što nisu mogli ponijeti sa sobom, uništavali bi zbog toga što je to bilo katoličko i stoga idolatrijsko i zlo.
Uskoro je, zbog tog tereta srebra, njegov brod Golden Hind postao toliko opterećen, da je počeo pucati po šavovima i propuštati vodu. Drake se stoga, ljeti 1579., u potrazi za sigurnim mjestom, kako bi sakrio i popravio svoj brod, uputio prema nepoznatoj kalifornijskoj obali, sjeverno od svih španjolskih naseobina. Točno mjesto Drakeovog iskrcavanja dugo je bilo predmet rasprave, ali ima nekih naznaka da je Drake uplovio u današnji zaljev San Francisca. Drake je u ime kraljice Elizabete tu zemlju proglasio posjedom engleske krune nazvavši ju Nova Albion po latinskom imenu Engleske, što znači da je Kalifornija bila izvorna Nova Engleska.
Nakon što je popravio brod i uz pomoć Indijanaca opremio namirnicama, Drake je u smjeru zapada, preko Pacifika, otplovio doma. U Plymouth je stigao točno godinu dana poslije, 26. rujna 1580. godine. Time je bio prvi Englez koji je slijedio Ferdinanda Magellana u oplovljavanju Zemlje. Akademici još uvijek raspravljaju koliko je točno pljačkovine s putovanja Drake dovezao doma, jer je posada pod okriljem noći istovarila veći dio toga. Nešto je od plijena otišlo izravno u kraljevsku riznicu, nešto je pohranjeno u londonskoj Tvrđi (Toweru), a nekoliko je vagona otišlo izravno kraljici, koja je tada obilazila zemlju. Procjene o vrijednosti variraju od 332 000 do čak 1 500 000 tadašnjih engleskih funti. Financijski podupiratelji projekta navodno su požnjeli dobit koja je sezala i do 1000% od uloga. Kraljica je Drakeu podarila 10 000 funti kao nagradu za njegovo djelo, a također mu je dodijelila plemićki naslov. Za uzvrat, Sir Francis je njoj darovao krunu i križ načinjeni od srebra iz Potosija, obloženi draguljima koje je opljačkao u katoličkim crkvama.

## Vanjske poveznice
- (hrv.) Opća i nacionalna enciklopedija: Francis Drake[neaktivna poveznica]

Ostali projekti
|  | Zajednički poslužitelj ima stranicu o temi Francis Drake    |
|  | Zajednički poslužitelj ima još gradiva o temi Francis Drake |